# Чаффер, Росс
Росс Ча́ффер (англ. Ross Chaffer; 18 июля 1972, Сидней) — австралийский гребец-байдарочник, выступал за сборную Австралии во второй половине 1990-х годов. Участник летних Олимпийских игр в Сиднее, бронзовый призёр чемпионата мира, победитель многих регат национального и международного значения.

## Биография
Росс Чаффер родился 18 июля 1972 года в Сиднее. Активно заниматься греблей начал в раннем детстве, проходил подготовку в столичном спортивном клубе «Лилли Пилли».
Первого серьёзного успеха на взрослом международном уровне добился в 1997 году, когда попал в основной состав австралийской национальной сборной и побывал на чемпионате мира в канадском Дартмуте, откуда привёз награду бронзового достоинства, выигранную в зачёте четырёхместных экипажей на дистанции 1000 метров — в финале его обошли только команды из Германии и Венгрии.
Благодаря череде удачных выступлений Чаффер удостоился права защищать честь страны на домашних летних Олимпийских играх 2000 года в Сиднее — стартовал в километровой программе байдарок-четвёрок, но сумел дойти здесь лишь до стадии полуфиналов, где финишировал седьмым. Вскоре по окончании этих соревнований принял решение завершить карьеру профессионального спортсмена, уступив место в сборной молодым австралийским гребцам.